# Lieselotte Eltz-Hoffmann
Lieselotte Eltz-Hoffmann (auch Lieselotte von Eltz-Hoffmann, Lieselotte von Eltz, Lieselotte Hoffmann) (* 18. November 1921 in Wien; † 14. Oktober 2019 in Salzburg) war eine österreichische Bibliothekarin, Erwachsenenbildnerin, Publizistin sowie Schriftstellerin und Autorin von zahlreichen Sachbüchern.

## Leben
Lieselotte Eltz-Hoffmann wurde als Tochter eines Offiziers Hoffmann in Wien geboren, dessen Familie ursprünglich aus Arnstadt in Thüringen stammte. Die Mutter, Gisela Freiin von Schwanberg-Krucina, entstammte einer Prager Familie. Nach dem Besuch einer angesehenen protestantischen Mädchenschule auf dem Wiener Karlsplatz und dem Abschluss eines Realgymnasiums 1940 studierte sie erst evangelische Theologie und in Folge „Geschichte, Germanistik, Kunstgeschichte, Zeitungswissenschaft“ an der Universität Wien. All diese Fachgebiete sollten für ihr späteres Werk bestimmend sein. Ihr Studium beendete Eltz-Hoffmann 1943 mit einer Dissertation zur Säkularisation Salzburgs.
Am Ende des Zweiten Weltkriegs floh Eltz-Hoffmann aus Wien nach Salzburg. Nach einem Intermezzo als Religionslehrerin und einer Ausbildung zur Bibliothekarin war sie von 1948 bis 1986 als Leiterin der Bibliotheksstelle des Landes Salzburg mitverantwortlich für die Einrichtung und den Betrieb öffentlicher Büchereien im Land Salzburg.
1953 heiratete Lieselotte Hoffmann den wesentlich älteren Clemens Freiherrn von Eltz, einen Steuerberater und Wirtschaftsprüfer, mit dem sie bis zu dessen Tod 1969 verheiratet war.
Neben ihrer Tätigkeit als Bibliothekarin engagierte sich Eltz-Hoffmann stark in protestantisch-kirchlichen Kreisen; 1972 wurde sie Leiterin des Theologischen Studienkreises in Salzburg und war zeitweilig Obfrau des Salzbunds, eines 1902 gegründeten Vereins zur Pflege protestantischen Lebens in Salzburg. Weiters war sie für den Aufbau des Evangelischen Bildungswerks in Salzburg wesentlich verantwortlich und gründete die vermutlich österreichweit erste evangelische Bücherei. Zusätzliches Engagement zeigte Eltz-Hoffmann für den Tierschutz, zu dem sie auch einige Schriften verfasste. Im Rahmen ihrer Bildungs- und Publikationstätigkeit war Eltz-Hoffmann auch freie Mitarbeiterin bei den Salzburger Nachrichten und anderer, auch kirchlicher Presse sowie beim Österreichischen Rundfunk, wo sie zeitweise Schulfunksendungen gestaltete.
Als Schriftstellerin war Lieselotte Eltz-Hoffmann mehrmals Gast im Salzburger Literaturhaus und trug bei der Frankfurter Buchmesse vor. Als Fachvortragende war sie unter anderem an der Salzburger Volkshochschule zu hören. Eltz-Hoffmann war Mitglied im Österreichischen Schriftsteller/innenverband, im Österreichischen P.E.N.-Club sowie in der Salzburger Autorengruppe. Zudem war die Fachautorin Ehrenmitglied im Salzburger Stadtverein. Sie starb am 14. Oktober 2019 in Salzburg.

## Publikationen (Auswahl)
Schon vor ihrer beruflichen Tätigkeit im Büchereiwesen begann Eltz-Hoffmann mit dem Verfassen von Fachbüchern und Biografien. Bis in ihre letzten Lebensjahre publizierte sie in Summe über siebzig Werke zu kulturellen, theologischen und (kunst)historischen Themen, vielfach mit Salzburg-Bezug.
- Adalbert Stifter und Wien. Wien, Wiener Verl., 1946
- Sebastian Stief. Ein Salzburger Maler des Biedermeier. Salzburg, Neue Verlagsgesellschaft Mirabell, 1950
- Frauen auf Gottes Strassen. Acht evangelische Lebensbilder. Basel, Reinhardt, 1951
- Feuchtersleben. Salzburg, Österreichischer Kulturverlag, 1956
- Die drei Ratsherren. Erzählung aus dem Leben des Johannes Daniel Falk. Wuppertal, Kiefel, 1963
- Die Alpen in alten Ansichten. Die künstlerische Erschließung der Gebirgslandschaft durch Graphik und Malerei. Salzburg, MM-Verlag, 1964
- Tierschutz als Bildungsaufgabe. Imst, Egger, 1965
- Salzburger G'schichten, nach alten Quellen erzählt. Salzburg, Verlag der Salzburger Nachrichten 1971
- Geschichte und Entwicklung der evangelischen Erwachsenenbildung in Salzburg., Salzburg, Eigenverlag, 1976
- Protestantismus im Hause Habsburg., Bad Rappenau, Mathesius, 1978
- Salzburger Brunnen. Salzburg, Schriftenreihe des Stadtvereins Salzburg, 1979
- Martin Luther. Aus dem Leben des Reformators., Wuppertal, Kiefel, 1983
- Heiterer Herbst. Aus dem Leben der Grandma Moses. Wuppertal, Kiefel, 1984
- Bekehrungen. Glaubenszeugnisse aus der Christenheit. Stuttgart, Quell, 1988
- Die Kirchen Salzburgs. Salzburg, Pustet, 1993
- Kirchenfrauen der frühen Neuzeit. Stuttgart, Quell, 1995
- Salzburger Frauen. Leben und Wirken aus 13 Jahrhunderten., Salzburg, Colorama, 1997
- Freuet euch der schönen Erde. Das christliche Naturverständnis im Wandel der Zeiten., Düsseldorf, Patmos, 2000
- Heinrich Gottlieb Aumüller, der erste Pfarrer der evangelischen Gemeinde Salzburg. Ein Lebensbild. Salzburg, Evangelisches Bildungswerk, 2001
- Die Erzbischöfe und die Frauen, in: Bastei für unser Salzburg, Zs.  des Stadtvereins Salzburg, 53. Jg., 2. Folge (2004).
- Das Tier. Geschichte und Gegenwart. Kulturgeschichtliche Betrachtungen., Bamberg, Weiss, 2007
- Vom anderen Sein. Erzählungen. Frankfurt, August-von Goethe-Literaturverlag, 2009
- Das Paradies als Garten oder der Garten als Paradies, Verlag Traugott Bautz, Nordhausen 2009, ISBN 978-3-88309-536-3
- Sinn und Bedeutung des Symbols im Wandel der Zeit, Verlag Traugott Bautz, Nordhausen 2011, ISBN 978-3-88309-674-2
- Die Bedeutung der Natur in der Bibel, Verlag Traugott Bautz, Nordhausen 2014, ISBN 978-3-88309-911-8

## Auszeichnungen
- 1975 Förderpreis des Landes Salzburg für Erwachsenenbildung
- 1987 Johannes-Mathesius-Medaille
- 1992 Ehrenbürgerin von Salzburg
- ein Ehrenzeichen für Verdienste um die Republik Österreich[5][6]